# Dolmen de Mas Girarols I
El dolmen del mas Girarols I és un dolmen situat la terme d'Espolla, (Alt Empordà), inclòs a l'Inventari del Patrimoni Arqueològic i Paleontològic de Catalunya.
Situat molt a prop del mas que li dona nom. En el revolt que hi ha damunt del mas, en la recent carretera que mena d'Espolla a Banyuls de la Marenda, hi ha un corriol que amb fort pendent porta a aquest dolmen i també al veí dolmen de mas Girarols II. Ambdós formen part dels dòlmens d'Espolla.
Les seves lloses són de pissarra i és bastit en terreny de fort pendent. Es tracta d'un sepulcre megalític d'inhumació restringida. Presenta una cambra trapezoïdal i corredor amb testimonis visibles de paret seca. Conserva la porta que tancava la cambra. Va ser identificat per Josep Mallart i Joan Salvatella l'any 1920. L'any 1923, va ser excavat per Pere Bosch i Gimpera, que només hi va trobar fragments insignificants de terrissa. Ha estat excavat modernament per Josep Tarrús, Júlia Chinchilla i d'altres, i restaurat recentment, que ha servit per tornar a posar la coberta al seu lloc. Època: vers el 3200-2700 aC.